# جويس جاكوبس
جويس جاكوبس (بالإنجليزية: Joyce Jacobs)‏ هي ممثلة أسترالية، ولدت في 15 أبريل 1922 في المملكة المتحدة، وتوفيت في 15 سبتمبر 2013 في سيدني في أستراليا بسبب مرض باركنسون.

## أعمال

### مسلسلات
- أكنتري براكتيس

## وصلات خارجية
- جويس جاكوبس على موقع IMDb (الإنجليزية)
- جويس جاكوبس على موقع قاعدة بيانات الفيلم (الإنجليزية)